# Потоцкий, Феликс Казимир
Фе́ликс (Ще́нсный) Казими́р Пото́цкий (пол. Feliks (Szczęsny) Kazimierz Potocki; 1630 — 12 мая 1702) — военный и политический деятель Речи Посполитой, представитель польского дворянского рода Потоцких. Подстолий великий коронный (1663), воевода серадзцкий (1669—1682), киевский (1682—1683), краковский (1683—1702). Гетман польный коронный (1692—1702). Каштелян краковский и гетман великий коронный в 1702 году.
Староста белзский, красныставский, грубешовский, ропчицеский, сокальский, тлумаческий и нискоский.

## Биография
Феликс Казимир Потоцкий известен как один из богатейших магнатов своего времени. Его отцом был великий гетман коронный Станислав «Ревера» Потоцкий, мать — София Калиновская, брат — Анджей Потоцкий был Гетманом польным коронным. Феликс Казимир женился в 1661 году на дочери Ежи Себастьяна Любомирского, Кристине. Вскоре после её смерти женился в 1700 году на Констанции Розе Лось.
Служил под началом гетманов Стефана Чарнецкого, Яна Собесского и Ежи Любомирского. Командовал кавалерийским полком в победоносной битве под Чудновом. Участвовал в войне на Украине в годы Русско-польской войны. В 1667 участвовал в битве под Подгайцами, в 1673 — под Хотином, в 1683 году — под Веной и Парканами. В 1698 году разбил крымских татар в битве под Подгайцами. В 1702 стал великим гетманом коронным.
В 1692 году Феликс Казимир Потоцкий основал город Кристинополь, названный в честь его первой супруги Кристины Любомирской, умершей в 1669 году.

## Семья
Был дважды женат. В 1661 году женился на княжне Кристине Любомирской (ум. 1669), дочери польного гетмана коронного Ежи Себастьяна Любомирского и Констанции Лигежанки. В 1700 году вторично женился на Констанции Розе Лось (ум. 1752).

### Дети
- Михаил Потоцкий (ум. 1749/1750) — воевода волынский;
- Юзеф Фелициан Потоцкий (ум. 1723) — стражник великий коронный;
- Станислав Владислав Потоцкий (ум. 1732) — стражник великий литовский, воевода белзский
- Ежи Потоцкий (ум. 1747) — староста грибовецкий и тлумацкий;
- Марианна Потоцкая (ум. 1749) — 1-й муж с 1701 года обозный великий коронный Станислав Кароль Яблоновский (ум. 1702), 2-й муж — воевода любельский Адам Тарло (1713—1744).